# 環境決定論

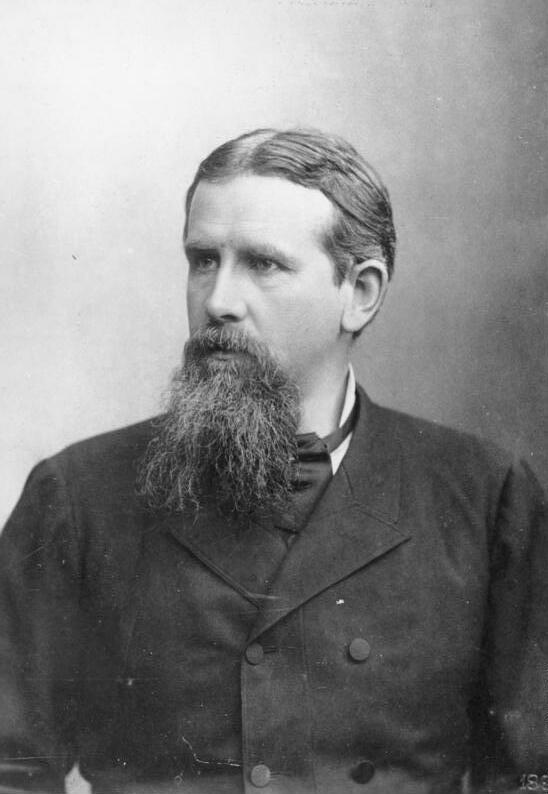
フリードリヒ・ラッツェル

環境決定論（かんきょうけっていろん、英語: environmental determinism）は、人間活動は自然環境の強い影響を受け、それに対する適応の結果として地域性が生じる、とする地理学の概念である。単に環境論・決定論ともいい、ドイツの地理学者・フリードリヒ・ラッツェルが主唱者とされている。
一方で、地理学の歴史は、環境決定論を克服する方法の開発の歴史としての側面を持っている。その方法の1つとして文化地理学が打ち立てられた。

## 概要
極端に言えば、「人間は自由意志を持たず、地域の自然環境によって人間活動が決定される」という論である。「環境決定論」の名は、フランスの歴史学者であるリュシアン・フェーブルが著書『大地と人類の進化』の中でフリードリヒ・ラッツェルを環境決定論者、ポール・ヴィダル・ドゥ・ラ・ブラーシュを環境可能論者と呼んだことに由来する。故にラッツェル本人が自身を環境決定論者と認めていたわけではなく、ラッツェルが単に人間が自然を受容することを説いたわけではないことが後世の研究者によって明らかにされている。
また、環境決定論がラッツェル固有の理論ではなく、同時代の地理学者のエリゼ・ルクリュ（Élisée Reclus）の著作にも環境決定論的な見解が示されている。
平たく言えば、自然条件A,B,C（A≠B≠C）を満たす地域であれば、世界のどこでもDという人間活動が見られる、という主張が環境決定論である。
環境決定論は自然環境の差はすなわち文化の差であるから、新しい考え方や技術、つまりイノベーションはすべての地域で独立して発生することになる。しかしある地域における現実の文化は、他の地域で発生した文化が伝播したものであることが多い。環境決定論者とされるラッツェルは、地理学における移動や伝播の重要性に言及した。ラッツェルの著書『民族学』（Volkerkunde）では文化周圏説を説いており、人類学界では伝播主義の主唱者とみなされている。
環境決定論は長い間、首尾一貫して因果関係を用いた地理学的説明を可能にする唯一の理論として君臨し続けた。その一方で真の環境決定論者と呼べるような人物は少なく、フェーブルが槍玉に挙げたフランスの学者はわずか2人で、ドイツ語圏・英語圏の学者もそれほどいなかった。論者の少なさ、論者の著作の学問的価値の小ささに対して不釣り合いなほど後に感情的に否定されたのは、地理学者の多くが彼らの抱える懐疑と疑問に答えうる唯一の存在として認識しているからだとポール・クラヴァル（Paul Claval）は述べている。また地理学者は一種のノスタルジアを環境決定論に抱いており、フィリップ・パンシュメル（Philippe Pinchemel）は「ある種の決定論を承認し、それを受け入れることなしには、地理学は、自らの統一性と独自性とを同時に喪失する。」と述べている。

### ラッツェルの環境決定論
ラッツェルは『人類地理学』において「すべての有機的生命に対する大気の作用はきわめて深く多様であって、人間の環境を構成するほかの自然物（Naturkörper）と比較にならぬほどの影響を及ぼしている。」と述べ、環境の中でも特に気候が人間に与える影響が大きいとした。これ自体は真新しい主張ではないが、ラッツェルは「気候の影響を証明することのできる大気の主要特性、つまり暖かさと寒さや湿潤と乾燥の、さまざまな混合と配合においてのみ」検討することで、従来の人間への未知なる影響をすべて気候に求めるという乱暴な説と一線を画したのである。ここからラッツェルは、北方的な民族性と南方的な民族性に差異が見られることを発見した。そして「往々にして征服者や国家の創設者が北部から現れ、南部の地方を支配下に置くのは偶然であろうか」という問いが浮かんだ。ラッツェルはこれを必然と考え、ゲルマン民族の大移動、ドイツとイタリアの関係、満州民族による漢民族の支配、温帯に住むカフィール族の熱帯への侵入を例として挙げ、北方の冷涼な気候が有利に働いていると解釈した。
一方でラッツェルは影響の間接性を強調した。これはラッツェルが高度の精神生活への自然の影響が、経済的・社会的関係を媒介し、内的なものと相互に結び付くことを分かっていたからである。また進化論の影響から、諸民族が可変性（変異性）の下に置かれているとし、「諸民族がその土地の反映である」という論は誇張だとしている。
ラッツェルの主張は、生涯一貫していたわけではない。初期にはどんな意志の強い人間でさえ、巨大な機械の1本のピンに過ぎない、と考えたが、次第に自然環境に対抗する意志の強さによって環境のもたらす影響の度合いに変化が生じるという考えに変化した。

## 辞書による定義
各種の地理学辞典では、以下のような解説がなされている。

## 歴史的展開
人間と自然環境の関わりを論じることは、東洋・西洋ともに文明の誕生から今日に至るまで、人類にとって重大な関心事であった。例えば、アリストテレスは気候と文化の関係を論じ、ストラボンは著書『地理誌』（Geographia）において気候が人間生活に大きな影響を及ぼすことを述べている。また、エラトステネスも自然環境の差異が人間社会に大きな影響を与えることに言及している。ルネサンス期以降の近世ヨーロッパにおいては自然科学の発展に伴い、「地理的環境が人間社会の発展を規定する」という環境決定論的な考えが受容されていった。啓蒙思想家も環境論を展開し、シャルル・ド・モンテスキューは主著『法の精神』で自然環境の人間精神や肉体への影響を論じた。
近代に入ると従来の博物学的な地理学を自然科学的手法で体系化する動きが見られ、アレクサンダー・フォン・フンボルトとカール・リッターの2人の有力な地理学者が現れる。フンボルトは生物が環境に適応していることから、人間も同様に自然の因果関係に支配されるとし、リッターは自然の人類発展に及ぼす影響に着目した。2人は近代地理学を切り開いたが、その後地理学は自然の解明を目指す自然地理学と地誌学が併存する形となり、他の学問から独立した「地理学」としての統一性は失われつつあった。「自然地理学こそ科学的地理学である」という考えが優越し、人文地理学が停滞するようになった。
そうした状況に変革をもたらしたのはチャールズ・ダーウィンが1859年に発表した『種の起源』と進化論である。進化論のドイツでの有力な紹介者であったエルンスト・ヘッケルから動物学を学んだラッツェルは、進化論の枠組みを用いて『人類地理学』（Anthropogeographie）を著し、地域の自然環境の諸性質によって人間活動が著しく制限される、と説いた。この学説は各国の地理学界に影響を与え、アメリカのエレン・センプル、フランスのジャン・ブリュンヌ、イギリスのハルフォード・マッキンダー、更に日本の内村鑑三・牧口常三郎らに影響が窺える。これほどまでに広く受け入れられたのは、ラッツェルの考えが隣接諸科学から学ぶことを容易としたことと、地理学者を悩ませていた「地理学の統一性と有効性は何か」という問いに関して、環境決定論が「地理学は環境の人間への影響を研究する学問であり、自然科学と人文科学の結合点に位置することから重要である」という明快な答えを与えてくれたからである。ブラーシュは環境決定論を批判したが、ラッツェルの地理学の本質（地理学の統一性と有効性に対する答え）を最も良く指摘した人物でもあった。
ラッツェルの考えは弟子らによって強調されすぎたため、フランスのブラーシュによって非難された。ブラーシュの論は、自然環境の制約は認めるが、それだけで人間行動が決定されるわけではない、と説いたため環境可能論と呼ばれている。ラッツェル自身の認識はともかく、ラッツェルの地理学上の業績は、政治的なプロパガンダに利用されやすいものが多かったことは否定できない。スウェーデンの政治学者ルドルフ・チェレン（Rudolf Kjellén）は、ラッツェルの政治地理学思想である国家有機体説を政治学に取り込むことで地政学を打ち立て、地政学の系譜を引き継いだカール・ハウスホーファーによってナチス・ドイツの領土拡張主義と民族的優秀性を裏付ける理論的根拠を与えた。ハウスホーファーの学説は日本の大東亜共栄圏の思想的基盤となったと考えられている。また、環境決定論の要素を含んだマッキンダーのハートランド理論は、ニコラス・スパイクマンのリムランド理論と結びついて冷戦時代にソビエト連邦に対するアメリカの封じ込め政策に利用された。こうして環境決定論が地政学と結びついた反省から、環境決定論は日本の地理学界においてタブーとなったのであった。

### アメリカにおける普及
アメリカにおいては一部の州において高等学校でダーウィンの進化論を教えることが禁止されている一方、進化論から派生した環境決定論を単純化した、通俗的な環境決定論が幅広い支持を得ている。背景には、エレン・センプルとエルズワース・ハンティントンの著書が広く読者に受け入れられたことがある。
センプルは、ラッツェルの著書『人類地理学』（Anthropogeographie）に影響を受けライプツィヒ大学に留学、ラッツェルの講義を受講した。その後、1911年に『環境と人間 ― ラッツェルの人類地理学の体系に基づく』（原題：Influences of Geographic Environment: On the Basis of Ratzel's System of Anthropo-Geography）、1913年に『アメリカの歴史とその地理的状況』（American History and Its Geographic Conditions）を執筆した。前者は学問的には厳密ではなかったが環境の文明への影響を平易な文章で記述し、後者はアメリカ合衆国の歴史における過酷な自然への適応と競争による淘汰を正当化したため、一般の読者に受け入れられた。『環境と人間』は「人間は地表の産物である。」という文章から始まり、「ラッツェルの人類地理学の体系に基づく」と銘打っていたことから、ラッツェルを環境決定論者として規定する要因の一つとなったのである。
ハンティントンは、中央アジアや中近東、中央アメリカなど世界中を旅行し、気候が文明に与える影響に関心を持ったことから1915年に『気候と文明』（原題：Civilization and Climate）を著した。センプルの著書同様、学問的厳密性に欠けていたが、過酷な条件下で民族が環境を克服しようとする力が文明を生み出すと説き、支持を集めた。さらに、イギリスの歴史家・アーノルド・J・トインビーは「挑戦と応答」という概念の中に、この説を取り入れた。
アメリカでは、他国の地理学界が環境決定論を脱していた1920年代においても依然として環境決定論が支配的で、1930年代までアメリカ地理学の主流であり続けた。当時のアメリカの地理学界は人間の生業から人間の肉体・精神に至るまで環境が能動的に影響を及ぼす因子と考えられていた。これに立ち向かったのがカリフォルニア大学バークレー校教授のカール・O・サウアーであり、人間が文化を通して地表面に能動的に働きかけると主張した。農業地理学の分野からも、1930年代になると環境決定論に反発する声が上がり、自然環境以外の諸要因から農業活動の差異を探る動きが始まった。

### 環境決定論の否定と見直し
環境決定論は帝国主義を肯定するものとして、戦後に激しく非難された。ハンティントンの「気候と文明の関係」が環境決定論であるとされてからは、環境と人間の関係を議論することはタブー視されるようになった。1950年代に人文地理学へ幾何学的（数学的）な一般法則から地理的事象を分析・理解しようとする空間分析（Spatial analysis）が盛んになると、反対派から「（幾何学的）環境決定論である」との声が挙がり、批判的に「環境決定論」の語が使われた。
1970年代から1980年代の日本の地理学界においては、環境決定論を否定し、人類の叡智・技術による限りない未来、という考え方が支配的であった。大学教育においては、諸悪の根源のように言われることもあった。この背景に、第二次世界大戦での日本の敗戦がある、と国際日本文化研究センター教授の安田喜憲は指摘している。ハンティントンの『気候と文明』が、結果的に白人による植民地支配を正当化する理論となったからである。1976年（昭和51年）、山本武夫は屋久杉の年輪から復元された気候変動データを用いて、環境決定論的に日本の歴史を説明した。山本の説明によれば、10世紀〜12世紀の温暖期に東日本で武士団が勢力を拡大して律令制が崩壊、15世紀に小氷期に入って戦国時代に突入、16世紀末から17世紀中頃の温暖期に豊臣秀吉が天下統一を果たし徳川氏が江戸幕府の基礎を固めた、という。1990年代に環境問題への社会的関心が高まると気候と文化・文明の関係が研究されるようになった。
安田によれば21世紀に入ってから遺伝学や栄養学の分野で環境決定論が正しいとする説が証明されつつあるという。今井清一は、環境の影響を環境決定論のように重視しすぎることは誤りであるが、環境を軽視してよいということでもなく、社会の進歩によってさらに重要となってくる、と述べている。ハンティントンの『気候と文明』は様々な工夫を凝らしていたことから熱帯医学の分野で再評価され、人間生物学にも影響を及ぼしている。

## 分布の一致と環境決定論
地図を使った説明では、しばしば分布の一致をもって両者に関係がある、とすることがある。これは地理学のみならず、日常会話の中でも知らず知らずのうちに使われる論理である。
具体例として良く知られたものに、エルズワース・ハンティントンによる「気候と文明の関係」がある。ハンティントンは人間の活動の能率に与える気候要素の影響を調査し、「気候的指数」を作成、世界地図に分布を示した。「気候的指数」は値が高いほど活動エネルギーが高くなる。また、ハンティントンは世界中の学識者を対象に各国の文明度に対する認識を調査、その結果も世界地図に分布を示した。この文明度アンケートにはアジア人が5名回答しており、日本人回答者は新渡戸稲造・山崎直方・原勝郎の3人であった。するとこの2枚の世界地図は、全く別のデータから作成したにもかかわらず、分布傾向がよく一致したため、ハンティントンは「気候が文明を決定する」と結論付けた。そして現代の気候から説明できない古代文明については低気圧の経路変更などの気候変動が原因である、とした。
後にハンティントン説は環境決定論であるとされ、環境と人間の関係を語ることが忌避されるようになったが、河西英通は問題視すべき点は、文明を気候で説明することではなく、「文明の高低差」に見られる差別意識である、とした。

## 地理学以外の環境決定論
ここでは、地理学以外の分野で「環境決定論」と呼ばれる理論について解説する。

### 組織の適応における環境決定論
組織が環境に適応していく方法としては、環境との関わりに着目すれば、環境決定論と戦略的選択論の2つに大別される。ここでいう環境決定論は、コンティンジェンシー理論（Contingency theory）と呼ばれ、組織の構造・プロセスを環境に適合させれば業績を出すことができる、というものである。一方の戦略的選択論は、ポスト・コンティンジェシー理論とも言え、環境決定論の一元的な図式に対して、組織と環境の間に意志決定者である経営者が介在するとし、経営者による主体的な選択を認めるものである。別の言い方をすれば、カオスの中から新しい環境を創造することができる、という理論である。

### 性格形成における環境決定論
イギリスのロバート・オウエンは、人間の性格は環境によって形成されると述べ、環境決定論と呼ばれている。ここで言う「環境」とは自然環境ではなく社会環境である。宿命論と言うこともできる。人間の欲求や行為は、先行する環境が形成した性格によって決まり、各人は行為に責任を持つこと、主体的に関わることができない。また、その環境は各人を思って性格を作り上げると主張する。このような思想に至ったのは、産業革命下の労働者の労働環境と生活環境が劣悪で、労働者は怠惰・不道徳・労働意欲がない、とオウエンが解釈したためである。また、ダーウィンは道徳・良心・罪の意識は人間の育った環境により形成され、自然淘汰の結果である、と考えた。
ジョン・スチュアート・ミルは環境が性格を形成することは認めるが、既に持っている内的経験から生成される願望によって性格を変えることができるとした。ミルは、環境決定論が「内的経験」の側面を見落としているとし、自分の性格を望ましい方向に変えることができると述べた。

### 生物学における環境決定論
生物学における環境決定論は、ダーウィンによれば「生物は環境を変えることはできず、環境によって変化していく」という理論である。環境決定論はある環境が原因で、ある生物が存在する、と規定しているため、生物の主体的な環境への適用が否定され、進化も否定される。

### 資源変動に関する環境決定論
資源変動の要因を説明するために導入される環境決定論は、自然変動論とも称し、生物の発育初期（特に卵から稚仔の段階）での死亡量の大小が資源量を決する、という考え方である。
例えば、スルメイカの資源変動に環境決定論を適用した伊東祐方は、寿命が短く浮魚的性質の強い種は、水温などの環境の作用を受ける、とした。これに対する概念は、人為変動論である。人為変動論では人間による乱獲がスルメイカの漁獲減少につながり、人間が漁獲をしなければスルメイカの個体数は限界値で安定する、としている。

### 心理学における環境決定論
心理学における環境決定論は、人間の意識や心といった曖昧な概念を除外し、外的な力が人間にある特定の行動をとらせる、というものである。また、行動は学習によって獲得されるものである、とする。伊藤"混みあいに関する環境心理学的考察―公共的な空間を対象とした検討―"（2003）は、この説が正しければ、人間にとって適切な音量は1つに決まり、ある特定の色は人間に特定の反応を引き出すことになる、という事例を紹介している。
環境決定論は非常に単純な環境観を示しているが、心理の内面ではなく、目に見える客観的事実に基づく研究は、心理学において画期的であった。

## ネオ環境決定論
ネオ環境決定論は、グローバリゼーションと資源不足に関するマルサス的な懸念、そして場合によってはある種の新保守主義によって形作られた。1990年代にはいくつかの分野の学者たちが、1920年代には学術的な議論から消え去っていた強い環境決定論的な立場を復活させ始めた。デビッド・ランデスやエリック・ジョーンズはヨーロッパの経済的優位性について鋭い決定論的なモデルを提示した。彼らの後を追い、島嶼東南アジアの鳥類学の著名な生物地理学者であるジャレド・ダイアモンドは『銃・病原菌・鉄』で同様の説明をしている。もう一つの大きなグループは、ポール・クルーグマンを筆頭にジョン・ルーク・ギャラップやフィリップ・M・パーカー等、世界の国々の経済発展のパターンに関心を持つ経済学者である。